# Meiacanthus smithi
Meiacanthus smithi är en fiskart som beskrevs av Wolfgang Klausewitz 1962. Meiacanthus smithi ingår i släktet Meiacanthus och familjen Blenniidae. Inga underarter finns listade i Catalogue of Life.